# Randy Dixon
Randall Charles "Randy" Dixon, född 12 mars 1965 i Clewiston i Florida, är en amerikansk utövare av amerikansk fotboll som spelade för Indianapolis Colts i NFL 1987–1995.
Dixon gick i Clewiston High School och spelade sedan på collegenivå för University of Pittsburgh. År 1987 draftades han i fjärde omgången av Indianapolis Colts.